# Санрајз Мејнор (Невада)
Санрајз Мејнор (енгл. Sunrise Manor) насељено је место без административног статуса у америчкој савезној држави Невада.

## Демографија
По попису из 2010. године број становника је 189.372, што је 33.252 (21,3%) становника више него 2000. године.
| Група             | 2000.          | 2010.          |
| Белци             | 81.044 (51,9%) | 57.218 (30,2%) |
| Афроамериканци    | 20.117 (12,9%) | 23.921 (12,6%) |
| Азијати           | 8.445 (5,4%)   | 10.883 (5,7%)  |
| Хиспаноамериканци | 40.619 (26,0%) | 91.764 (48,5%) |
| Укупно            | 156.120        | 189.372        |